# Washburn (Illinois)
Pour les articles homonymes, voir Washburn.
Washburn est un village des comtés de Marshall et Woodford dans l'Illinois, aux États-Unis,. Situé en limite des deux comtés, mais principalement dans celui de Woodford, il est incorporé le 30 juillet 1894.

## Démographie
Lors du recensement de 2010, le village comptait une population de 1 155 habitants. Elle est estimée, en 2016, à 1 119 habitants.

### Source de la traduction
- (en) Cet article est partiellement ou en totalité issu de l’article de Wikipédia en anglais intitulé « Washburn, Illinois » (voir la liste des auteurs).